# SN 2008id
SN 2008id – supernowa typu Ia odkryta 3 listopada 2008 roku w galaktyce A022747-0434. W momencie odkrycia miała maksymalną jasność 21,20m.